# Aberdeen, North Carolina
Aberdeen är en ort i Moore County i delstaten North Carolina, USA.